# Saint-Jean-de-Buèges
Saint-Jean-de-Buèges é uma comuna francesa na região administrativa de Occitânia, no departamento de Hérault. Estende-se por uma área de 16,9 km². Em 2010 a comuna tinha 204 habitantes (densidade: 12,1 hab./km²).